# Dharmendra
 (février 2019).
Si vous disposez d'ouvrages ou d'articles de référence ou si vous connaissez des sites web de qualité traitant du thème abordé ici, merci de compléter l'article en donnant les références utiles à sa vérifiabilité et en les liant à la section « Notes et références ».
Dharmendra (en hindi धर्मेन्द्र) est un acteur de cinéma indien, né à Sahiwal, au Penjab, le 8 décembre 1935, enregistré à l'état civil comme Dharam Singh Deol. C'est un des acteurs les plus célèbres du cinéma de Bollywood des années 1970. Il a tourné dans plus de 230 films depuis ses débuts en 1960, sous les noms de Dharmendra Deol, Dharmender, M.. Dharmendra ou encore Dharminderet. Il devrait incarner Dronacharya - le guru royal des Kauravas et des Pandavas - dans le Mahâbhârata de Rajkumar Santoshi en 2007, aux côtés de son vieux complice Amitabh Bachchan, qui tiendra lui le rôle de Bhisma.
C'est également un homme politique, membre du Bharatiya Janata Party (BJP) : il a été élu en 2004 à la Lok Sabha, chambre basse du parlement indien. Il représente le collège électoral de Bîkâner au Rajasthan.

## Biographie
Le jeune Dharam Singh Deol est fasciné par le cinéma, parcourant régulièrement des kilomètres pour aller voir des films dans les cinémas touristiques. Il se souvient être allé voir au moins 40 fois Dillagi (1949), avec Suraiya en vedette. Il épouse Prakash Kaur à 19 ans et se fait embaucher par une compagnie de forages américaine. Prakash Kaur lui donnera deux fils, Sunny Deol et Bobby Deol, aujourd'hui acteurs.
Il n'a pas divorcé de sa première épouse lorsqu'il a convolé avec l'actrice Hema Malini en 1979. On raconte qu'ils sont tombés amoureux au cours du tournage de Sholay en 1975, bien qu'ils aient tourné de nombreux films ensemble avant et après. De cette union sont nées deux filles, la starlette Esha Deol et Ahana Deol. Son neveu Abhay Deol est également acteur.
Il s'est récemment engagé en politique avec son épouse Hema Malini. Il a gagné un siège de parlementaire représentant de Bîkâner au Rajasthan aux élections générales de 2004, sur la liste du Bharatiya Janata Party (BJP). Pendant sa campagne électorale, il a déclaré ironiquement qu'il devrait être élu dictator perpetuus pour enseigner « l'étiquette de base que la démocratie exige », propos pour lesquels il a été sévèrement critiqué.
Bien que se prétendant de fiers Jat du Penjab, les membres de la famille Deol se sont publiquement réclamés de la religion hindouiste d'Ārya-Samāj. Le mariage de Dharmendra avec Hema Malini en 1979 selon le rite musulman (l'hindouisme n'autorise pas la polygamie) entretient encore le doute quant à sa religion.

## Carrière cinématographique
Dharmendra travaille pour une entreprise américaine de forage quand il est remarqué au cours d'un concours de talents cachés pour le cinéma. Il part alors à Mumbai pour tenter sa chance comme acteur. Il est engagé par Arjun Hingorani pour le film Dil Bhi Tera, Hum Bhi Tere en 1960.
Au début de sa carrière il interprète habituellement l'amant romantique aux côtés d'actrices telles que Mala Sinha et Meena Kumari, dans des films destinés au public féminin. Le succès arrive en 1963 avec Bandini, de Bimal Roys, avec Nutan. Son premier film remarqué est Phool Aur Paththar. Son rôle dans Satyakam  de Hrishikesh Mukherjee en 1969 est souvent considéré comme sa performance d'acteur la plus réussie.
Quand les films d'action deviennent populaires, dans les années 1970, il s'adapte facilement et endosse des rôles d'aventurier qui lui valent un succès fulgurant. Un des plus mémorables est Sholay en 1975, dans lequel il partage la tête d'affiche avec Amitabh Bachchan, Sanjeev Kumar et Hema Malini. Ce film, inspiré des westerns spaghetti, ponctué de séquences de danses et de chant, épicé d'humour et d'émotion, inaugure le Western curry et reste le plus grand succès du Bollywood. Outre ses talents pour les scènes d'action, il révèle dans ce long métrage un véritable don pour la comédie : la scène où il enseigne à Basanti l'art de tirer au pistolet, ou encore celle où il menace de se jeter du haut d'un réservoir d'eau, complètement ivre, pour l'obtenir en mariage, sont des moments forts du film. Avec Hema Malini qui est devenue sa seconde épouse, il participe à d'autres tournages, dont la coproduction soviético-indienne Ali Baba et les 40 voleurs en 1980, dans laquelle il interprète Ali Baba.
Dharmendra poursuit sa carrière d'acteur malgré le déclin de sa popularité. Il s'essaie également à la production et lance ainsi ses deux fils : Sunny Deol dans Betaab en 1983 et Bobby Deol dans Barsaat en 1995.
En 1997, Dharmendra voit l'ensemble de sa carrière récompensée par un prix spécial lors des Filmfare Award pour sa contribution au cinéma indien, c'est le Lifetime Achievement Award. Au cours de la cérémonie, recevant la récompense de Dilip Kumar qui le qualifie d'« empereur de l'action » et de son épouse, Dharmendra s'est montré ému et a remarqué qu'il n'avait jusqu'alors jamais reçu aucun Filmfare Award dans la catégorie du « meilleur acteur », malgré sa participation à d'aussi nombreux films réussis (quasiment une centaine de films populaires). Il s'est dit heureux que ses contributions aient été finalement reconnues.
Son prochain film est Apne où il apparaît pour la première fois aux côtés de ses fils Sunny et Bobby réunis.

## Filmographie comme acteur

### Années 2000
- 2006 : Apne, d'Anil Sharma, avec ses deux fils Sunny et Bobby Deol.
- 2004 : Kis Kis Ki Kismat - Hasmukh Mehta
- 2004 : Hum Kaun Hai? (titre bengali : Aka Ora Kara) - Virendra 'Viru' (apparition spéciale)
- 2003 : Kaise Kahoon Ke Pyaar Hai
- 2000 : Bhai Thakur
- 2000 : Jallad No. 1 – Shankar
- 2000 : Meri Jung Ka Elaan - Ajit Singh
- 2000 : The Revenge: Geeta Mera Naam - Baba Thakur
- 2000 : Sultaan

### Années 1990
- 1999 : Nyaydaata - DCP Ram
- 1998 : Zulm-O-Sitam - SP. Arun
- 1998 : Pyaar Kiya To Darna Kya - Thakur Ajay Singh (Chacha)
- 1997 : Dharma Karma - Dharma
- 1997 : Gundagardi
- 1997 : Jeeo Shaan Se
- 1997 : Loha - Shankar
- 1996 : Mafia - Ajit Singh'Fauji'
- 1996 : Aatank - Jesu
- 1996 : Himmatvar - Sultan
- 1996 : Return of Jewel Thief - Police Commissioner Surya Dev Singh
- 1996 : Smuggler
- 1995 : Hum Sab Chor Hain
- 1995 : Taaqat - Shakti Singh
- 1995 : Aazmayish - Shanker Singh Rathod
- 1995 : Maidan-E-Jung - Shankar
- 1995 : Policewala Gunda
- 1994 : Juaari
- 1994 : Maha Shaktishaali
- 1993 : Kshatriya / Warriors - Maharaj Prthivi Singh (Surjangarh)
- 1993 : Kundan - SP Kundan
- 1992 : Dushman Zamana
- 1992 : Kal Ki Awaz / Tomorrow's Voice - Police Commissioner Ali Haider Jaffri
- 1992 : Humlaa / Hamla / The Attack - Bhawani
- 1992 : Khule-Aam - Shiva
- 1992 : Tehelka
- 1992 : Virodhi - Inspector Shekhar
- 1992 : Waqt Ka Badshah
- 1992 : Zulm Ki Hukumat - Pitamber Kohli
- 1991 : Dushman Devta - Shiva
- 1991 : Paap Ki Aandhi - Dharma/Mangal
- 1991 : Farishtay - Virendra (Veeru)
- 1991 : Hag Toofan
- 1991 : Kohraam
- 1991 : Mast Kalandar - Shankar
- 1991 : Trinetra - Raja
- 1990 : Humse Na Takrana
- 1990 : Nakabandi
- 1990 : Pyaar Ka Karz
- 1990 : Qurbani Jatt Di
- 1990 : Sher Dil
- 1990 : Vardi - Havaldar Bhagwan Singh
- 1990 : Veeru Dada - Veeru Dada

### Années 1980
- 1989 : Shehzaade - Subedhar Zorawar Singh/Inspector Shankar Shrivastav
- 1989 : Sikka / The Coin - Vijay
- 1989 : Elaan-E-Jung
- 1989 : Batwara - Sumer Singh
- 1989 : Ilaaka - Inspector Dharam Verma
- 1989 : Kasam Suhaag Ki
- 1989 : Hathyar - Khushal Khan
- 1989 : Nafrat Ki Aandhi - Sonu
- 1989 : Sachai Ki Taqat - Havaldar Ram Singh
- 1988 : Ganga Tere Desh Mein - Vijay Nath
- 1988 : Paap Ko Jalaa Kar Raakh Kar Doonga - Shankar
- 1988 : Mahaveera - Ajay Verma
- 1988 : Mardon Wali Baat / A Man's Job - Yadvinder Singh
- 1988 : Akhri Muqabla - Havaldar Kamaal Singh
- 1988 : Khatron Ke Khiladi - Balwant
- 1988 : Saazish
- 1988 : Sone Pe Suhaaga - Vikram/CBI Officer Ashwini Kumar
- 1988 : Zalzala - Inspector Shiv Kumar
- 1987 : Superman / The Indian Superman - Superman's Biological Father
- 1987 : Jaan Hatheli Pe - Soni
- 1987 : Hukumat - Arjun Singh
- 1987 : Loha
- 1987 : Insaniyat Ke Dushman - Insp. Shekhar Kapoor
- 1987 : Aag Hi Aag - Sher Singh
- 1987 : Dadagiri - Dharma (Dada)
- 1987 : Insaaf Ki Pukar
- 1987 : Mard Ki Zabaan
- 1987 : Mera Karam Mera Dharam - Ajay Shankar Sharma
- 1987 : Watan Ke Rakhwale
- 1986 : Sultanat / Karname Kamal Ke / The Sultanate - General Khalid
- 1986 : Main Balwan / My Strength - Inspector Chowdhury
- 1986 : Mohabbat Ki Kasam - Shop owner
- 1986 : Sajna Sath Nibhana - Dr. Dharamveer
- 1986 : Saveray Wali Gaadi / The Morning Train
- 1985 : Sitamgar - Shankar
- 1985 : Ghulami - Ranjit Singh
- 1985 : Karishma Kudrat Kaa - Vijay/Karan
- 1984 : Jhootha Sach
- 1984 : Insaaf Kaun Karega
- 1984 : Baazi - Ajay
- 1984 : Dharam Aur Kanoon - Rahim Khan
- 1984 : The Gold Medal
- 1984 : Jagir / Teen Murti / The Estate / The Three Idols - Shankar
- 1984 : Jeene Nahi Doonga / Jeene Nahin Doonga - Roshan/Raka
- 1984 : Raaj Tilak - Zohravar Singh
- 1984 : Ranjhan Mera Yaar
- 1984 : Sunny - Inderjeet
- 1983 : Qayamat
- 1983 : Andha Kanoon - Truck Driver (apparition spéciale)
- 1983 : Jaani Dost
- 1983 : Naukar Biwi Ka - Deepak Kumar/Raja
- 1983 : Razia Sultan - Yakut Jamaluddin
- 1982 : Meharbaani
- 1982 : Rajput - Manu Pratap Singh
- 1982 : Badle Ki Aag - Sher Singh'Shera'
- 1982 : Baghawat / The Rebellion
- 1982 : Do Dishayen
- 1982 : Ghazab - Ajay Singh'Munna'
- 1982 : Main Intequam Loonga - Kumar Agnihotri'Bitto'
- 1982 : Samraat - Ram
- 1982 : Tahalka
- 1982 : Teesri Aankh
- 1981 : Khuda Kasam - Maharaja Bhunam  (apparition spéciale)
- 1981 : Krodhi - Vikramjit Singh/Acharya Shradhanand (Vicky)
- 1981 : Aas Paas - Arun Choudhury
- 1981 : Katilon Ke Kaatil - Ajit/Badshah
- 1981 : Professor Pyarelal - Ram/Professor Pyarelal
- 1981 : Putt Jattan De - Chaudhary Dharam Singh
- 1980 : Insaf Ka Tarazu / The Scales of Justice - Soldier (apparition spéciale)
- 1980 : Alibaba Aur 40 Chor / Приключения Али-Бабы и сорока разбойников / Adventures of Ali-Baba and the Forty Thieves / Alibaba Aur Chalis Chor : Ali-Baba
- 1980 : Chunaoti
- 1980 : The Burning Train - Ashok
- 1980 : Ram Balram / Ram and Belram - Ram/Bholuram.

### Années 1970
- 1979 : Kartavya
- 1979 : Dil Kaa Heera - Customs Offier Rajat Sharma
- 1978 : Azaad / Free / Independent - Ashok  (Azaad)
- 1978 : Dillagi / Mischief
- 1978 : Phandebaaz / Phande Baaz
- 1978 : Shalimar de Krishna Shah - S.S. Kumar
- 1977 : Chacha Bhatija - Shanker
- 1977 : Chala Murari Hero Banne
- 1977 : Charandas
- 1977 : Dharam Veer - Dharam Singh
- 1977 : Do Chehere - Kanwar Pran  (Drunkard)/C.I.D. S.P. Shukla
- 1977 : Do Sholay
- 1977 : Dream Girl - Anupam Verma
- 1977 : Khel Khiladi Ka - Shaki Lutera/Raja Saab/Ajit
- 1977 : Kinara
- 1977 : Mit Jayenge Mitane Wale
- 1977 : Swami / The Husband / The Saint
- 1977 : Tinku
- 1976 : Charas - Suraj Kumar
- 1976 : Giddha
- 1976 : Maa / Mother - Vijay
- 1976 : Main Papi Tum Bakhshanhaar
- 1976 : Santo Banto
- 1975 : Sholay / Embers / Flames / Flames of the Sun - Veeru
- 1975 : Apne Dushman / You Are an Enemy - Brijesh
- 1975 : Chaitali
- 1975 : Chupke Chupke - Dr. Parimal Tripathi
- 1975 : Dhoti Lota Aur Chowpatty - Madman
- 1975 : Ek Mahal Ho Sapnon Ka
- 1975 : Kahte Hain Mujhko Raja
- 1975 : Pratigya - Ajit Singh
- 1975 : Saazish
- 1975 : Teri Meri Ik Jindri
- 1974 : International Crook - Shekar
- 1974 : Dost - Maanav
- 1974 : Do Sher Two Lions
- 1974 : Dukh Bhanjan Tera Naam
- 1974 : Patthar Aur Payal - Chhote Thakur Ranjeet Singh
- 1974 : Pocketmaar - Shankar
- 1974 : Resham Ki Dori / The Silk Thread
- 1973 : Jwar Bhata
- 1973 : Jheel Ke Us Paar - Sameer Rai
- 1973 : Loafer - Ranjit
- 1973 : Black Mail / Kala Dhandha - Kailash Gupta
- 1973 : Jugnu / The Glow Worm - Ashok/Jugnu
- 1973 : Kahani Kismat Ki - Ajit Sharma
- 1973 : Keemat - Gopal (Agent 116)
- 1973 : Phagun
- 1973 : Yaadon Ki Baaraat - Shankar
- 1972 : Anokha Milan - Ghanshyam "Ghana"
- 1972 : Do Chor - Tony
- 1972 : Lalkaar - Major Ram Kapoor
- 1972 : Raja Jani - Rajkumar Singh'Raja'
- 1972 : Samadhi - Lakhan Singh/Ajay
- 1972 : Seeta Aur Geeta / Seeta and Geeta / Sita Aur Gita - Raka
- 1971 : Mera Gaon Mera Desh / My Village, My Country - Ajit
- 1971 : Naya Zamana / The New World - Anoop
- 1971 : Rakhwala
- 1970 : Ishq Par Zor Nahin
- 1970 : Jeevan Mrityu / Life and Death - Ashok Tandon/Bikram Singh
- 1970 : Kab? Kyoon? Aur Kahan? / Kab Kyon Aur Kahan - CID Inspector Anand
- 1970 : Kankan De Ole - Banta Singh
- 1970 : Man Ki Aankhen - Rajesh Agarwal
- 1970 : Mera Naam Joker / Mera naam johar / My Name Is Joker - Mahender
- 1970 : Sharafat - Rajesh
- 1970 : Tum Haseen Main Jawaan – Sunil

### Années 1960
- 1969 : Aadmi Aur Insaan / Man and Humanity - Munish Mehra
- 1969 : Aya Sawan Jhoom Ke
- 1969 : Khamoshi - Mr. Dev, patient #24 (apparition spéciale)
- 1969 : Pyar Hi Pyar - Vijay Pratap
- 1969 : Satyakam - Satyapriya Acharya (Sat)
- 1969 : Yakeen / Confirmation - Rajesh/Garçon
- 1968 : Aankhen / The Eyes - Sunil
- 1968 : Baazi
- 1968 : Baharon Ki Manzil - Dr. Rajesh
- 1968 : Izzat
- 1968 : Mere Hamdam Mere Dost - Sunil
- 1968 : Shikar / The Hunt - Ajay
- 1967 : Chandan Ka Palna - Ajit
- 1967 : Dulhan Ek Raat Ki / Bride for a Night - Ashok
- 1967 : Ghar Ka Chirag
- 1967 : Jab Yaad Kisi Ki Aati Hai
- 1967 : Majhli Didi - Bipin
- 1966 : Aaye Din Bahar Ke - Ravi/Prakash
- 1966 : Anupama - Ashok
- 1966 : Baharen Phir Bhi Aayengi - Jitendra Gupta
- 1966 : Devar
- 1966 : Dil Ne Phir Yaad Kiya
- 1966 : Mamta / Motherhood - Barrister Indraneel
- 1966 : Mohabbat Zindagi Hai / Love Is Life - Amar
- 1966 : Phool Aur Patthar - Shakti Singh/Shaaka
- 1965 : Akashdeep
- 1965 : Chand Aur Suraj
- 1965 : Kaajal - Rajesh
- 1965 : Neela Aakash - Akash
- 1965 : Purnima
- 1964 : Aap Ki Parchhaiyan - Chandramohan Chopra alias Channi
- 1964 : Ayee Milan Ki Bela - Ranjit
- 1964 : Ganga Ki Lahren
- 1964 : Haqeeqat / Reality - Captain Bahadur Singh
- 1964 : Main Bhi Ladki Hoon
- 1964 : Mera Qasoor Kya Hai
- 1964 : Pooja Ke Phool / Flowers for Worship - Balraj'Raj'
- 1963 : Bandini - Devendra  (Prison Doctor)
- 1963 : Begaana
- 1962 : Anpadh - Deepak
- 1962 : Shaadi / Wedding
- 1962 : Soorat Aur Seerat
- 1961 : Boy Friend - Sunil
- 1961 : Shola Aur Shabnam
- 1960 : Dil Bhi Tera Hum Bhi Tere - Ashok